# Huszonkétpettyes katica
A huszonkétpettyes katica (Psyllobora vigintiduopunctata) a katicabogárfélék családjába tartozó, Európában és Nyugat-Ázsiában honos, gombákkal táplálkozó bogárfaj.

## Megjelenése
A huszonkétpettyes katica testhossza 2,6-4,5 mm. Testének körvonala széles tojásdad, szárnyfedője erősen domború. Szárnyfedője élénksárga, rajta 11-11 (összesen 22) kis fekete pöttyel. Színezete nem változékony, legfeljebb a pöttyök méretében van eltérés; fekete példányok nem ismertek. Sárga, rézsútos torán 5 fekete pötty látható két sorban, feje is fekete-sárgán rajzolt. A hímek tora világosabb lehet a szárnyfedőnél. Szárnyfedők közti pajzsocskája (scutellum) fekete. Csápjai és lábainak vége sötétsárga vagy barna, "combja" (femur) fekete. Hasi oldala is teljesen fekete. 
Lárvája sárga, hosszanti sorokba rendeződött kis fekete pöttyökkel. Feje sötétbarna. Lábai rövidek, rövidebbek a fejhossznál.  

### Hasonló fajok
A fakósárga-fakóbézs tizenhatpettyes katicával, esetleg a tizennégypettyes füsskatával lehet összetéveszteni.

## Elterjedése
Európában és Nyugat-Ázsiában honos, inkább Közép- és Nyugat-Európában gyakori.

## Életmódja
Mind a lárva, mind az imágó gombaevő, a növények levelein növő (sokszor parazita) üszögök, penészek gombafonalait, spóráit fogyasztja. Lárva vagy felnőtt állapotában is naponta mintegy 30 cm2-nyi levélről szedegeti le a gombákat. 
Réteken, erdőszéleken, parkokban, útszéleken fordul elő, általában a nyílt vagy bozótos területeket kedveli. Általában kórókon (medvetalp, aggófű, bogáncs), bokrokon, fiatalabb tölgyön, juharon látható. A lárvák júliustól kora szeptemberig (a fő gombaszezonban) láthatók, majd bebábozódnak. Az imágók a fű között, az avarban vagy a talaj felső rétegében telelnek át. A következő nyáron a nőstények az élelemellátottságtól és a hőmérséklettől függően 20-100 petét raknak. 
Történtek kísérletek a huszonkétpettyes katica biológiai növényvédelemben való felhasználására, de mivel a lábaira tapadt gombaspórákkal terjeszti is a parazitákat, ezekkel hamarosan felhagytak.

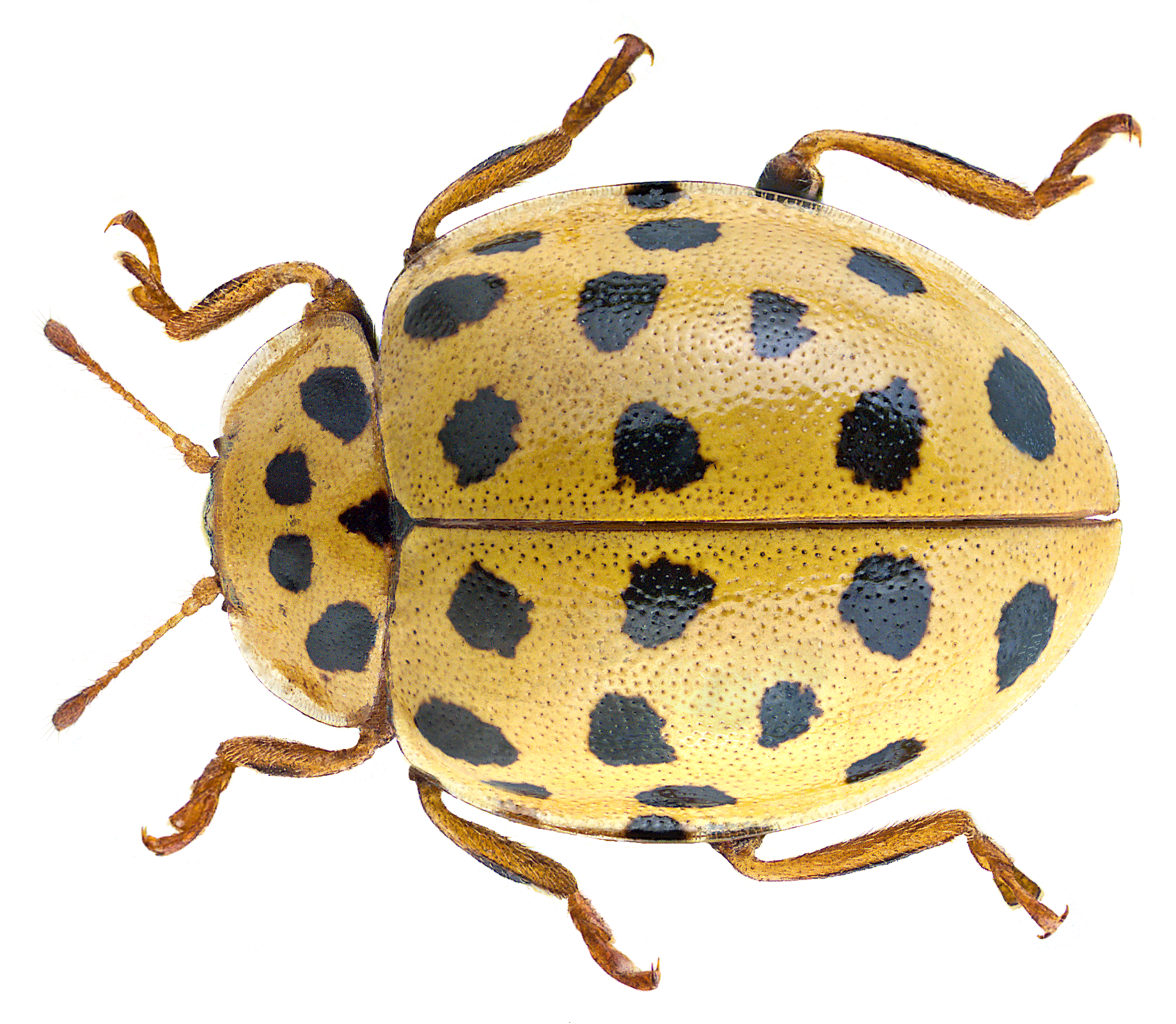
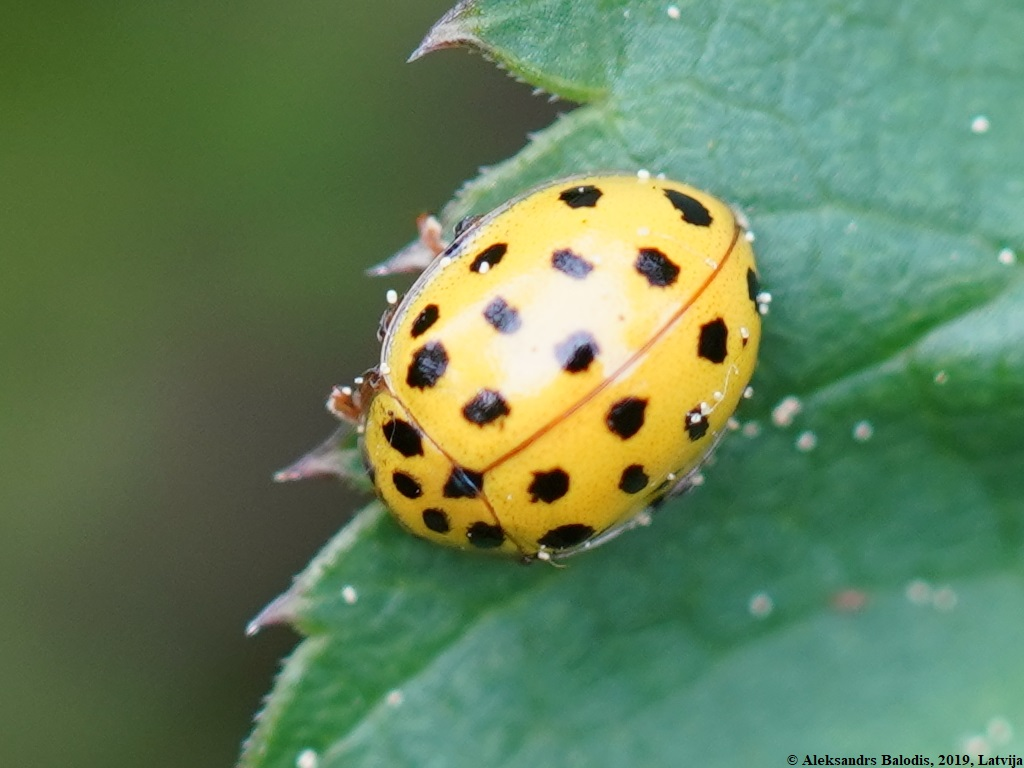
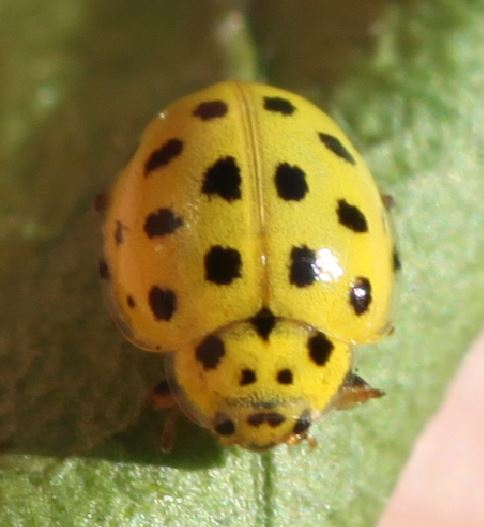
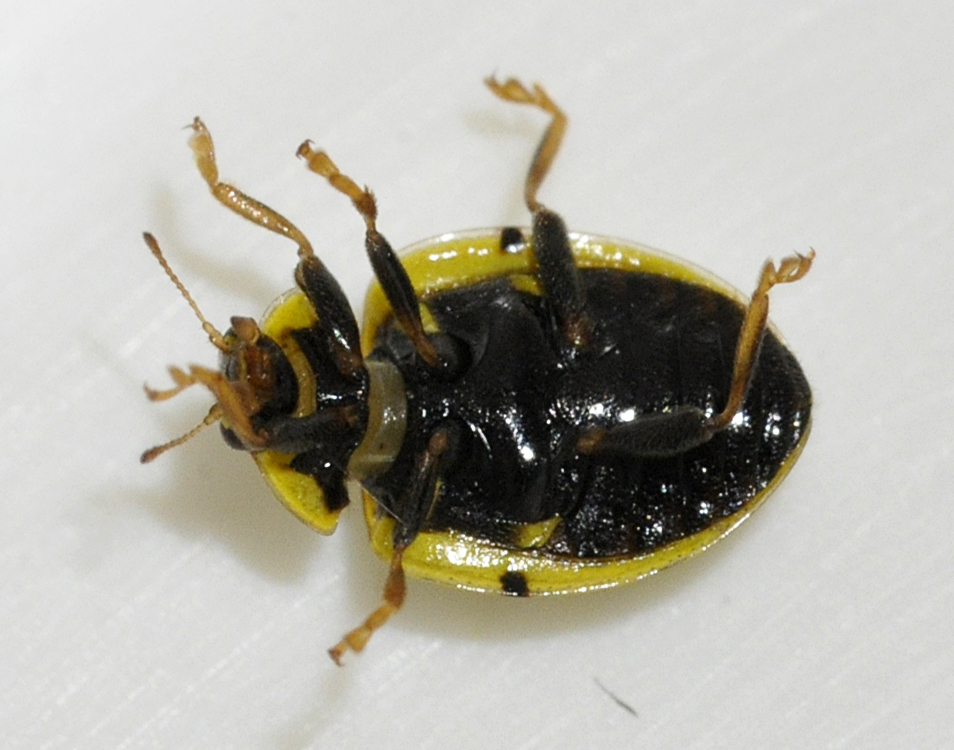
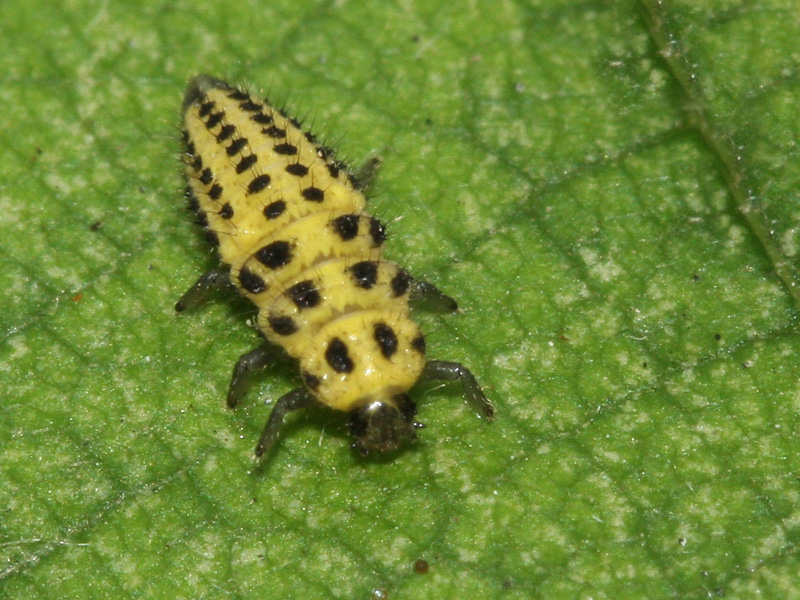